# Боркино (Бежецкий район)
Боркино — деревня в Бежецком районе Тверской области. Входит в состав Филиппковского сельского поселения.

## География
Деревня расположена в центральной части района, на автодороге Бежецк — Вышний Волочёк. Ближайший населённый пункт — деревня Икорниково. Расстояние до города Бежецк составляет 6 км.

## История
На топографический карте Менде, изданной в 1853 году, обозначена деревня Боркова.
В списке населённых мест Бежецкого уезда Тверской губернии за 1859 год значится деревня Боркино. Располагалась при колодце в 5 верстах от уездного города. Имела 17 дворов и 111 жителей. 

## Население
| 2008 | 2010 |
| ---- | ---- |
| 155  | ↘128 |

В 2002 году население деревни составляло 155 человек.
Согласно результатам переписи 2002 года, в национальной структуре населения русские составляли 93 % от жителей.